# Возница, Каролин
Кароли́н Возни́ца (нем. Carolin Wosnitza), в девичестве — Эберт (нем. Ebert; 2 мая 1987, Берлин — 20 января 2011, Гамбург) — немецкая порноактриса, актриса и певица, фотомодель, телевизионная персона. В порноиндустрии она была известна под псевдонимом Sexy Cora (нем. Sexy Cora).

## Биография
После развода матери жила с бабушкой, дедушкой и отчимом в деревне недалеко от Шверина. Росла с двумя братьями и сестрами. После окончания школы поступила на курсы подготовки медсестёр, которые были прерваны по причине травмы бедра. В 2005 году вместе со своим другом Тимом Возница переехала в Гамбург. Он оплатил ей первое увеличение груди. По приезде в Гамбург Секси Кора 8 недель работала проституткой на улице Herbertstraße.
В 2006 году вышла замуж за своего друга и будущего своего менеджера Тима Возница.

## Карьера
Карьеру начала с фотосессий для различных эротических порталов и раздеваний перед веб-камерами. С 2009 года начала сниматься для собственной студии Sexy Cora, её муж стал её менеджером.
В 2009 была госпитализирована после попытки побить мировой рекорд по количеству минетов за один день. Она хотела сделать минет 200 мужчинам, но смогла только 75-ти. В январе 2010 года участвовала в реалити-шоу «Big Brothers»
После смерти Секси Коры все её изображения были удалены с сайтов для взрослых.

## Смерть
11 января 2011 года с целью очередного (шестого) увеличения груди девушка оказалась в частной клинике пластической хирургии. Во время операции её мозг в течение нескольких минут не получал кислород, из-за чего возникли проблемы с сердцем. Каролин была переведена в гамбургскую клинику с целью проведения для неё интенсивной терапии. Находясь в состоянии комы в течение недели, 23-летняя Каролин Возница скончалась 20 января от сердечного приступа.
Полиция исследовала клинику для выявления возможных врачебных ошибок. 21 января, двум врачам (хирургу и анестезиологу), проводившим операцию прокурором Гамбурга предъявлены обвинения в убийстве по неосторожности. Следствие установило, что ошибки были сделаны во время анестезии. С хирурга обвинения были сняты за недостаточностью улик.
Она была похоронена в розовом гробу 2 февраля 2011 года в «Ohlsdorf Cemetery». На похоронах присутствовало лишь близкое окружение умершей — её родственники и друзья.
После похорон Коры возник спор из-за мемориала в £ 15 000, установленного мужем на её могиле. Чиновники кладбища утверждают, что он нарушил нормы и правила, и требуют его удаления.
Некоторые вещи покойной летом 2011 появились на аукционе.

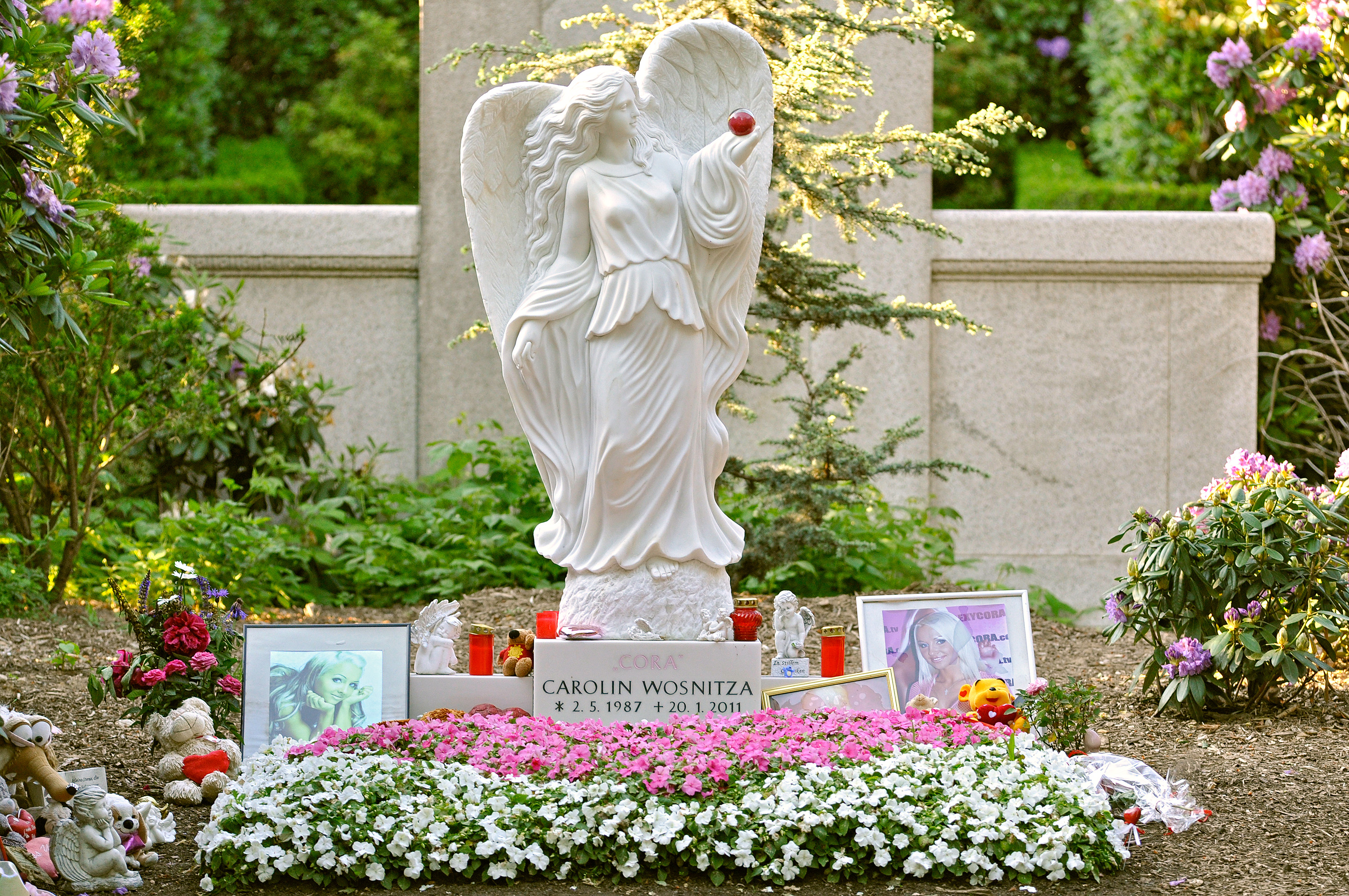
Надгробие Carolin Wosnitza

## Фильмография
- 2009: Versaute Freizeit (Sexy Cora Studio)
- 2010: Be Famous (Sexy Cora Studio)
- 2010: My Satisfaction (Sexy Cora Studio)
- 2010: Sexy Cora Feat. Dirty-Tracy (Sexy Cora Studio)
- 2011: Спина прямая — никто не выигрывает на Миллернтор / Gegengerade — Niemand siegt am Millerntor

## Телевидение
- 2010: Big Brother: 10. Staffel[16]
- 2011: RTL2-Reportage: Ein viel zu kurzes Leben — Der Fall Sexy Cora[17]
- 2011: Der Tote an der Elbe aus der Krimi-Reihe Einsatz in Hamburg des ZDF[18]

## Дискография

### Синглы
- 2010: My Love — La, La, La
- 2010: Lass uns kicken (Alles klar wunderbar)

## Премии и номинации
- 2010 Venus Award: Best Amateur Actress Germany[19]
- 2010 Venus Award: Best Toy Series International (Sexy Cora Toys / Orion)
- 2010 Eroticline Awards: Best Amateur Actress[19]